# امامزاده کیامیثم
امامزاده کیامیثم مربوط به سدهٔ ۱۰ ه.ق است و در شهرستان نور، بخش چمستان، روستای کهرود واقع شده و این اثر در تاریخ ۷ مرداد ۱۳۸۲ با شمارهٔ ثبت ۹۳۶۰ به‌عنوان یکی از آثار ملی ایران به ثبت رسیده است.